# Герега Дмитро Михайлович
Дмитро́ Миха́йлович Гере́га — український воєначальник, генерал-майор. Командувач Сил підтримки Збройних Сил України (9 серпня 2021 — 4 березня 2024 та з 9 травня 2024). Учасник російсько-української війни.

## Життєпис
Народився у 1971 році в Хотинському районі Чернівецької області.
У 1993 році закінчив Кам'янець-Подільське вище військово-інженерне командне училище.
У 2020 році здобув освіту оперативно-стратегічного рівня в Національному університеті оборони України імені Івана Черняховського.

### Військова служба
Розпочав службовий шлях від позиції командира взводу.
Проходив військову службу на посадах керівного складу:
- у 2007—2008 роках був на посаді командира 12-го інженерного полку оперативного командування «Північ»[3][4][5]
- у м. Житомир був на посаді начальника відділу оперативного забезпечення 8-го армійського корпусу Сухопутних військ України
- у м. Чернігів був на посаді начальника управління Сил підтримки оперативного командування «Північ»[1][6]

З 2014 року брав участь у бойових діях в АТО. Під його керівництвом були здійснені заходи інженерного забезпечення дій підрозділів 8-го армійського корпусу в районі проведення бойових дій.
Неодноразово залучався до виконання завдань у рамках операції Об'єднаних Сил на території Донецької та Луганської областей.
Наказом Міністра оборони України від 9 серпня 2021 року Дмитра Герегу було призначено командувачем Сил підтримки Збройних Сил України.
4 березня 2024 року звільнений від обов'язків Указом Президента України.
9 травня 2024 року Указом Президента України призначений командувачем Сил підтримки Збройних Сил України.

## Особисте життя
Одружений, батько двох дітей.

## Військове звання
- Підполковник[4]
- Полковник
- Бригадний генерал (6 грудня 2021)[10]
- Генерал-майор (29 вересня 2023)[11]

## Нагороди

#### Державні
- Орден Богдана Хмельницького III ст. (30 вересня 2024) — за особисту мужність, виявлену у захисті державного суверенітету та територіальної цілісності України, самовіддане виконання військового обов'язку[12]
- медаль «За військову службу Україні» (21 серпня 2019) — за особистий вагомий внесок у зміцнення обороноздатності Української держави, мужність, виявлену під час бойових дій, зразкове виконання службових обов'язків та високий професіоналізм[13]
- медаль «Захиснику Вітчизни»
- відзнака Президента України «За участь в антитерористичній операції»[14]

#### Міністерства оборони України
- нагрудний знак «За військову доблесть»
- нагрудний знак «Знак пошани»
- нагрудний знак «За зразкову службу»
- медаль «Ветеран служби»
- медаль «15 років Збройним Силам України»[14]